# سلیمان سانگاره
سلیمان سانگاره (انگلیسی: Souleymane Sangaré؛ زادهٔ ۲۰ اوت ۱۹۶۹) بازیکن فوتبال اهل مالی بود.
وی همچنین در تیم ملی فوتبال مالی بازی کرده است.